# K League Classic 2017
La K League Classic 2017 è la trentacinquesima edizione del massimo livello del campionato sudcoreano di calcio organizzato a regime professionistico, la quinta edizione sotto il nome di K League Classic.

## Classifica attuale
Aggiornata al 19 novembre 2017
|                     | Pos. | Squadra            | G  | V  | N  | P  | GF | GS | DR  | Pt |
| ------------------- | ---- | ------------------ | -- | -- | -- | -- | -- | -- | --- | -- |
| Poule scudetto      |      |                    |    |    |    |    |    |    |     |    |
|                     | 1.   | Jeonbuk Motors FC  | 38 | 22 | 9  | 7  | 73 | 35 | +38 | 75 |
|                     | 2.   | Jeju United        | 38 | 19 | 9  | 10 | 60 | 37 | +23 | 66 |
|                     | 3.   | Suwon Bluewings FC | 38 | 17 | 13 | 8  | 63 | 41 | +22 | 64 |
| [ 1 ]               | 4.   | Ulsan Hyundai      | 38 | 17 | 11 | 10 | 42 | 45 | -3  | 62 |
|                     | 5.   | FC Seoul           | 38 | 16 | 13 | 9  | 56 | 42 | +14 | 61 |
|                     | 6.   | Gangwon FC         | 38 | 13 | 10 | 15 | 59 | 65 | -6  | 49 |
| Poule retrocessione |      |                    |    |    |    |    |    |    |     |    |
|                     | 7.   | Pohang Steelers    | 38 | 15 | 7  | 16 | 64 | 60 | +4  | 52 |
|                     | 8.   | Daegu FC           | 38 | 11 | 14 | 13 | 50 | 52 | -2  | 47 |
|                     | 9.   | Incheon United     | 38 | 7  | 18 | 13 | 32 | 53 | -21 | 39 |
|                     | 10.  | Jeonnam Dragons    | 38 | 8  | 11 | 19 | 53 | 69 | -16 | 35 |
| Stabile             | 11.  | Sangju Sangmu      | 38 | 8  | 11 | 19 | 41 | 66 | -25 | 35 |
| Diminuzione         | 12.  | Gwangju FC         | 38 | 6  | 12 | 20 | 33 | 61 | -28 | 30 |

Legenda:

      Campione della Corea del Sud e qualificata alla AFC Champions League 2018
      Qualificata alla AFC Champions League 2018
 Qualificata ai play-off promozione-retrocessione.
      Retrocessa in K League 2 2018
Tre punti a vittoria, uno a pareggio, zero a sconfitta.
La classifica viene stilata secondo i seguenti criteri:
- Punti conquistati
- Differenza reti generale
- Reti totali realizzate
- Partite vinte

## Spareggio promozione/retrocessione
Allo spareggio promozione/retrocessione hanno partecipato la squadra classificata all'undicesimo posto della K League Classic 2017 (Sangju Sangmu) e la squadra vincente gli spareggi promozione della K League Challenge 2017 (Busan IPark Football Club).
| 22 novembre 2017 - 19:00 UTC+9 | Busan IPark Football Club | 0 - 1        | Sangju Sangmu             |  |
| 26 novembre 2017 - 15:00 UTC+9 | Sangju Sangmu             | 0 - 1 5(PK)4 | Busan IPark Football Club |  |